# Petavonium
Petavonium era il nome di un'antica fortezza legionaria, corrispondente all'odierna città di Santibáñez de Vidriales e alla sua frazione Rosinos de Vidriales, entrambe nella provincia di Zamora, in Spagna

## Storia
Il castrum fu costruito durante le guerre contro gli Asturi e i Cantabri, con l'obiettivo di monitorare le rotte che collegavano questa zona con la Galizia, il resto della valle del Duero e la Lusitania, e consisteva in un accampamento di circa 20 ha, nel quale sono stati rinvenuti numerosi resti di ceramica, monete e di armi e altri oggetti metallici, nonché materiali da costruzione.
Intorno ad esso fu fondata una città di circa 80 ettari. In seguito alla partenza della Legio X Gemina in Spagna nel 63, il castrum fu occupato, probabilmente sotto Domiziano, dall'Ala Flavia II Hispanorum civium romanorum. Il nuovo campo era provvisto di un recinto murario rettangolare preceduto da un fossato di poco meno di 2 ha, nel quale sono conservati resti delle porte, in particolare le doppie porte della Porta Praetoria, resti dei principia e del valetudinarium, oltre a numerose monete risalenti al I, II, III e IV secolo, armi, oggetti in ceramica, terra sigillata e ceramica del vicino Melgar de Tera, insieme a materiali da costruzione, come mattoni sigillati con le effigi dell'Ala e della Legio VII Gemina.
Nel Basso Impero, forse a partire da Diocleziano, l'unità fu trasformata in cohors II Flavia Pacatiana, ancora attiva alla fine del IV secolo secondo la Notitia dignitatum.

## Galleria d'immagini

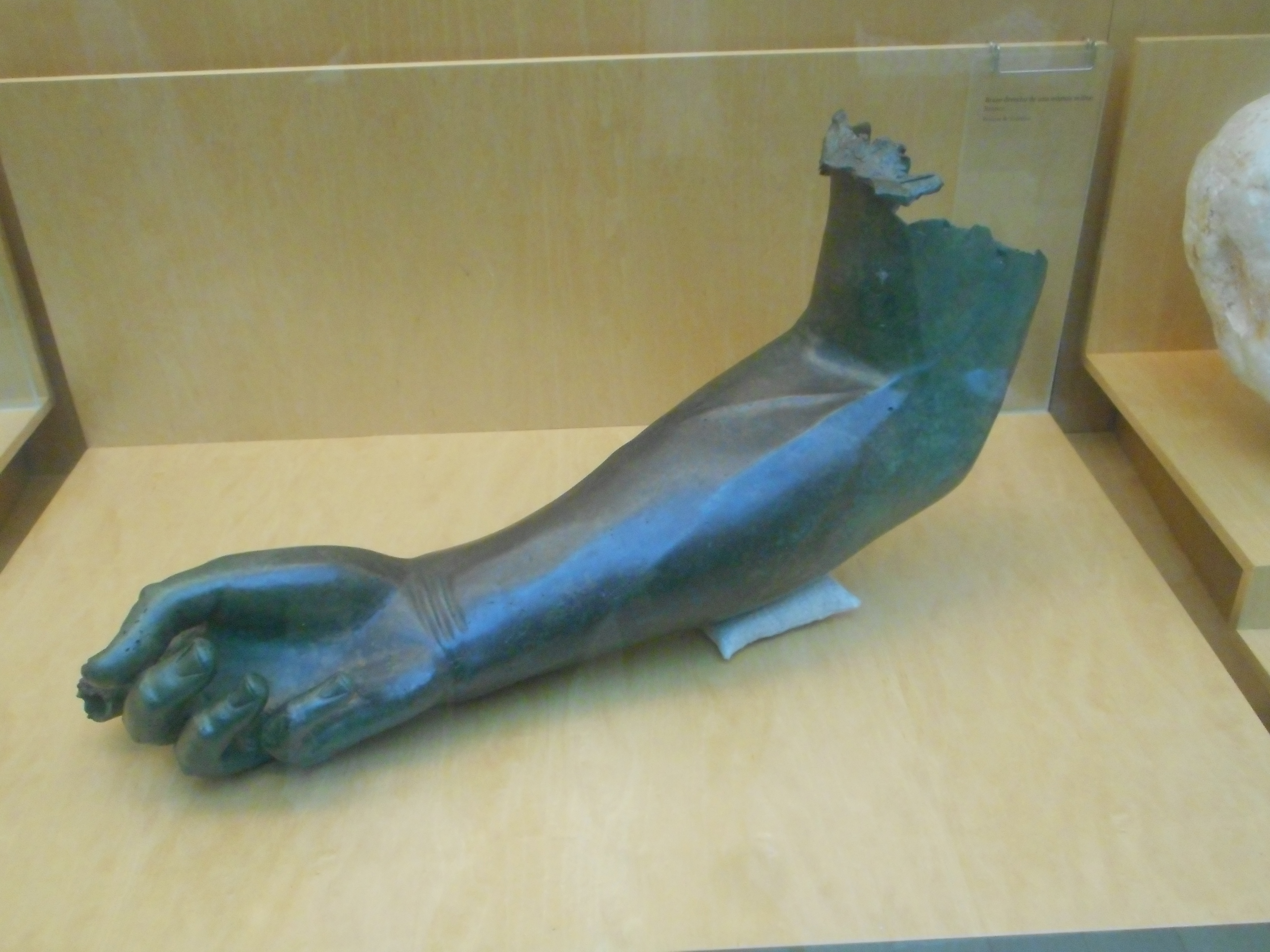
Braccio di bronzo di una statua imperiale
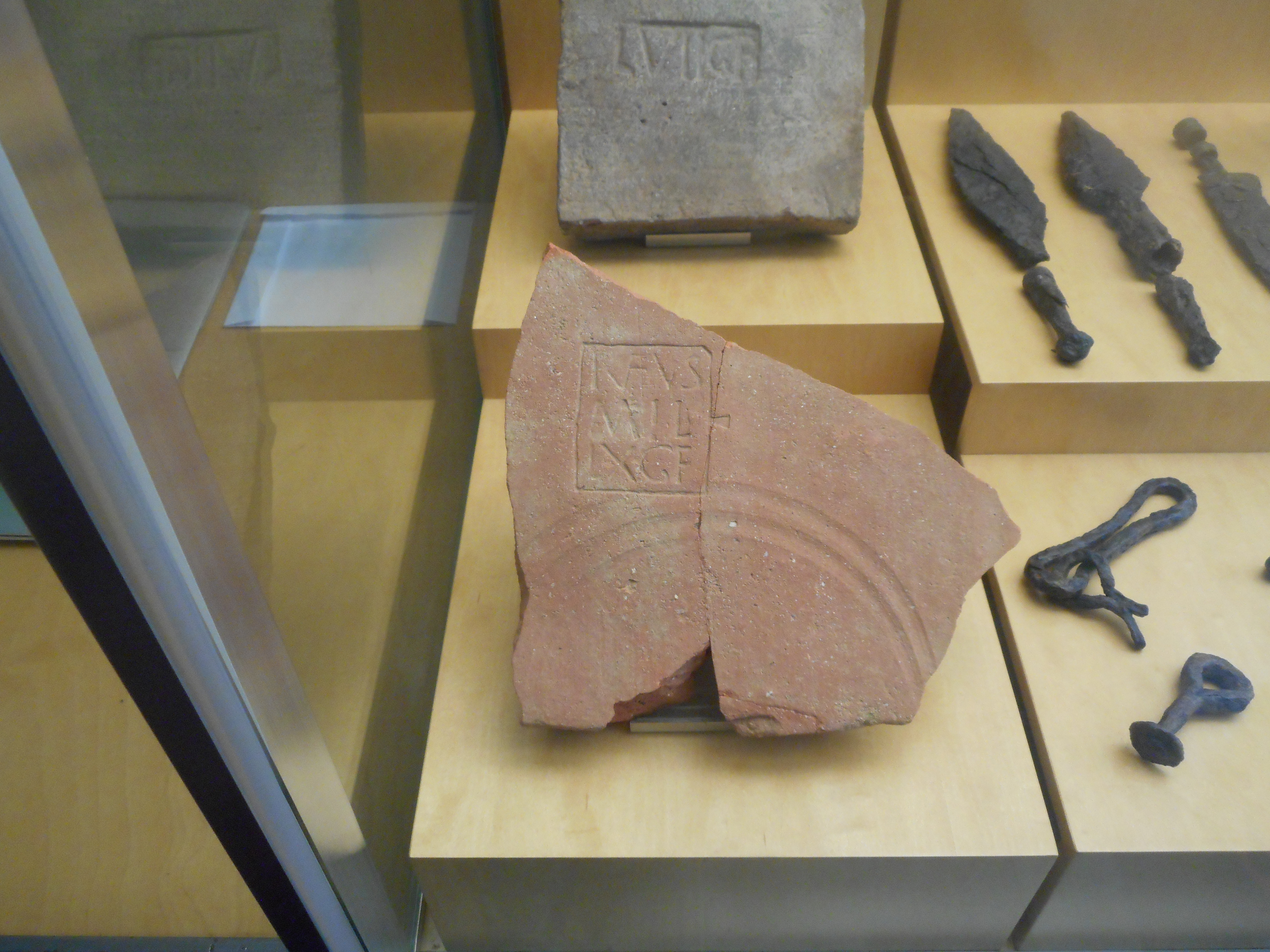
Tegola con scritta: Rufus / mil (es) / l(egionis) XG(eminae) f(ecit), Rosinos de Vidriales, Zamora, Spagna)